# Max Greger

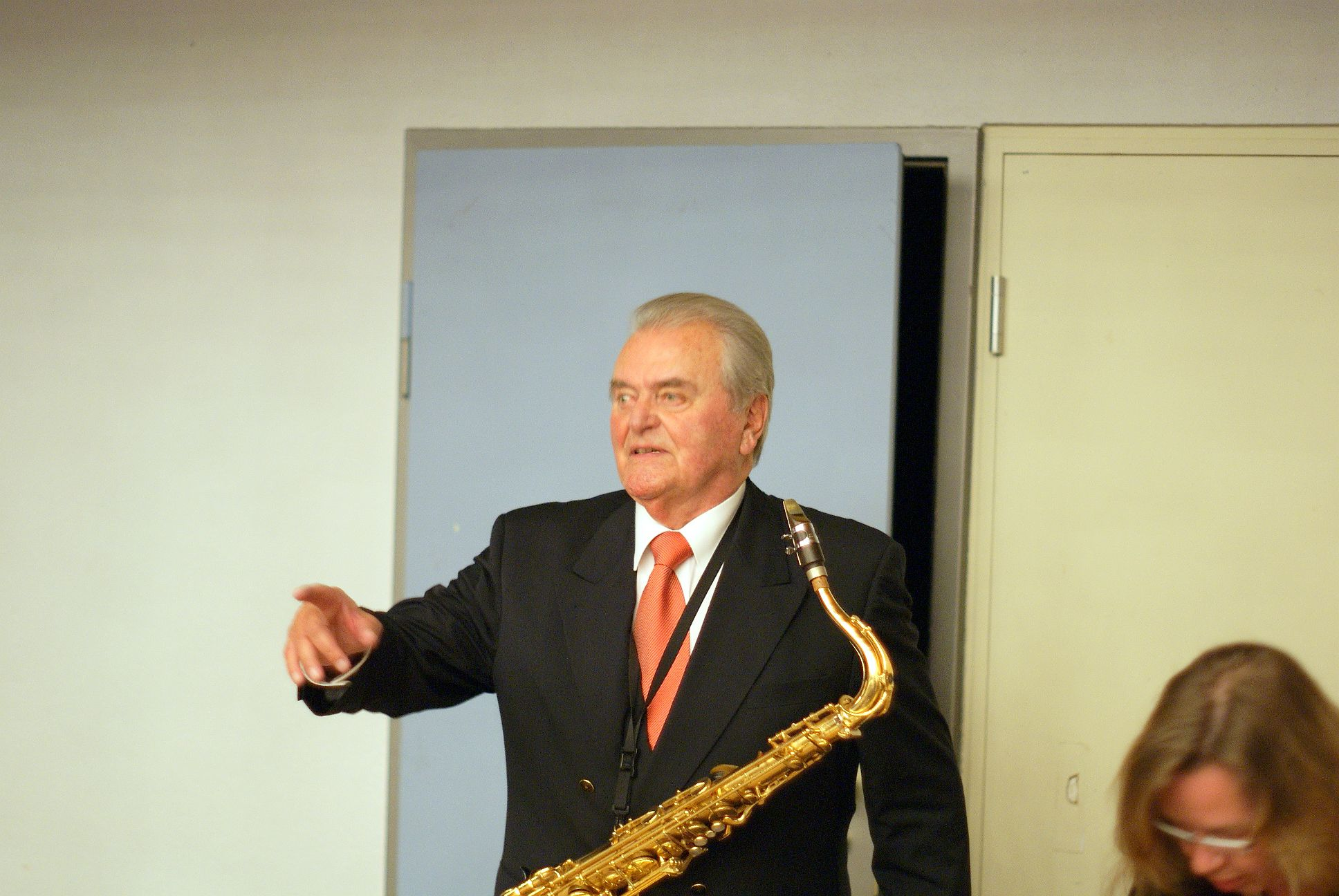
Max Greger en 2008

Max Greger (2 de abril de 1926 - 15 de agosto de 2015) fue un músico de jazz, saxofonista y director de Big Band de nacionalidad alemana. Grabó más de 150 discos, actuó en centenares de salas de conciertos, actuando entre otros con artistas como Louis Armstrong, Duke Ellington y Ella Fitzgerald, y produjo alrededor de 3000 piezas musicales. Entre sus acompañantes musicales figuran Paul Kuhn, Hugo Strasser y James Last.

## Biografía
Nacido en Múnich, Alemania, Max Greger en sus orígenes iba a hacerse cargo de la carnicería de sus padres. Sin embargo, en 1936 su abuelo le dio un acordeón, sentando así las bases musicales del niño, que entonces tenía diez años. Además de cursar sus estudios de secundaria, Greger estudió clarinete y saxofón en la Hochschule für Musik und Theater München.
A los 18 años, Max Greger fue llamado para cumplir el servicio militar, en 1944/45, a finales de la Segunda Guerra Mundial. Al poco de finalizar la contienda, fue uno de los primeros alemanes en tocar en clubes de soldados estadounidenses, llegando a ser, junto a su compañero Hugo Strasser, uno de los pioneros de la música Swing y Jazz alemana de la posguerra. En 1948 fundó su primer grupo propio, que acabó siendo un octeto. En sus inicios fue capaz de tocar con grandes del Jazz como Woody Herman, Stan Kenton y Lionel Hampton. Durante el día tocaba con el Enzian-Sextett, interpretando Schlager y música Volkstümliche para Bayerischer Rundfunk, y por las noches actuaba con el Max-Greger-Sextett, tocando Swing y Jazz en locales estadounidenses. Más adelante tocó con la banda del trompetista Charly Tabor y pudo actuar en escena junto a Louis Armstrong y Duke Ellington.
Posteriormente hizo sus primeras grabaciones con piezas de baile y schlager, como Auf Bergeshöhen, Rock’n’Roll Boogie, Verliebte Trompeten, Max & Sax, Looping Blues, Keiner küßt wie Du, Teenager Cha Cha y Rock Twist, haciendo igualmente largas giras por Alemania y Europa. En 1959 su grupo fue el primero en hacer una gira, de cinco semanas, a la Unión Soviética, donde actuó con Maria Hellwig y Udo Jürgens. En total hizo 36 conciertos.
Greger siempre se negaba a ser uno más de los componentes de una de las Big Band, ya que deseaba conservar su independencia. Sin embargo, en 1963 aceptó un contrato para dirigir una Big Band para la cadena televisiva. Hasta 1977 actuó para ZDF, apareciendo de manera habitual en shows en directo de la cadena como Vergißmeinnicht, Der goldene Schuß, Drei mal Neun o Musik ist Trumpf. La composición de Thomas Reich Up to Date, tocada por su orquesta, todavía se utiliza como melodía en el show de ZDF Das aktuelle sportstudio.
En 1970 su banda fue la única alemana que tocó en el Día de Alemania celebrado en la Exposición General de primera categoría de Osaka (1970). En 1971 actuó junto a Beppo Brem, Joachim Fuchsberger y Helga Anders en la comedia televisiva de Kurt Wilhelm Olympia-Olympia.
En 1986, Greger celebró en la ZDF su 60 cumpleaños con una „Super Banda“, a la cual se unieron en su honor colegas suyos de renombre como Hazy Osterwald, Paul Kuhn, Hugo Strasser y James Last. A partir de 1992 fue director invitado en eventos públicos y de estudio de la Big Band de la SWR, y desde 2002 hasta un mes antes de su muerte viajó en giras por Alemania con su hijo, Max Greger junior, y con Hugo Strasser, Paul Kuhn y su nieto Max.
En 1992 sucedió un trágico accidente, en el cual falleció el cuñado de Greger. Ambos estaban trabajando en un garaje con un coche automático, cuando Greger movió el freno del vehículo y este comenzó a moverse aplastando a su cuñado. Greger no fue condenado por la muerte, que se consideró un homicidio negligente.
Max Greger celebró su 80 cumpleaños durante una gira conmemorando el acontecimiento, y que se inició el 2 de abril de 2006 en el Gasteig.
Greger tuvo una hija, Hannerl, y un hijo, Max Greger junior, que también es un músico y arreglista de éxito.
Max Greger falleció el 15 de agosto de 2015 en Múnich, a causa de un cáncer. Fue enterrado en el Cementerio Waldfriedhof Grünwald.Apenas un mes antes, el 13 de julio de 2015, Greger había dado su último concierto en el Brunnenhof de Múnich, acompañado en el escenario por su hijo, su nieto y su amigo Hugo Strasser.

## Discografía, Álbumes (selección)

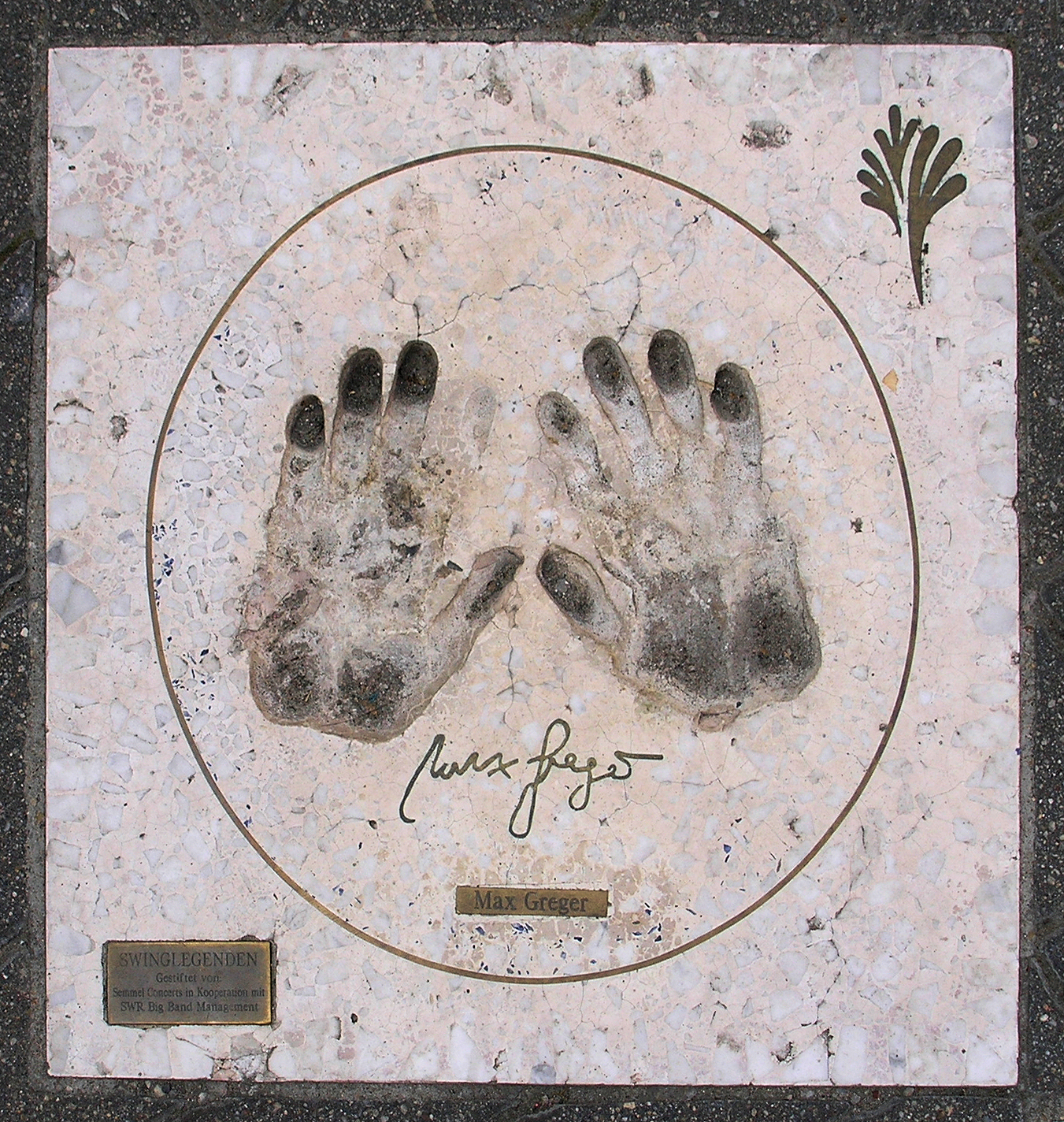
Placa en Berlín, en Friedrichstraße n º 107

- European Jazz Sounds (1963), Brunswick 267 918, Polydor 829 257-2
- Yakety Sax (1964), Polydor 237 374
- Maximum (1965), Brunswick, Polydor 825 703-2
- Ball Paré (1965), Polydor 237 483
- Tanz mit mir (1965), Polydor 249 034
- Eine kleine Tanzmusik (1966), Polydor 249 066
- Greger in the Night (1966), Polydor 249 103
- Greger in Rio (196?), Polydor 249 112
- Live – Eine „Tour de dance“ mit 28 Hits und Evergreens (196?), Polydor 249 273
- In the Mood for Dancing – 28 Glenn Miller Evergreens (1969), Polydor 249 315
- Sunshine Starshine (1969), Polydor 2371 009
- Gaudi in Bavaria (1970), Polydor 2371 046
- Max Greger plays Glenn Miller (1970), Polydor 2371 047
- Olympia-Dancing ’72 (1971), Polydor 2371 153
- Sax-Appeal (1971), Polydor 2371 197
- Trumpets Trumpets Trumpets (1971), Polydor 2371 198
- Hits marschieren auf – Folge 1 (1972), Polydor 2371 286
- Strictly for Dancing (1972), Polydor 2371 317
- Hits marschieren auf – Folge 2 (1973), Polydor 2371 379
- Tanz und trimm dich fit (1973), Polydor 2371 433
- Tanz ’74 (1973), Polydor 2371 434
- Hits marschieren auf – Folge 3 (1974), Polydor 2371 485
- Trimm und tanz dich top-fit (1974), Polydor 2371 513
- Tanz ’75 (1974), Polydor 2371 526
- Max, du hast das Tanzen raus (1975), Polydor 2371 570
- Soft-Ice Dancing (1975), Polydor 2371 589
- Top-fit in den Schnee (1975), Polydor 2371 607
- Tanz ’76 (1975), Polydor 2371 609
- Tanz mit mir – Folge 2 (1975), Polydor 2371 630
- Auf geht’s (1976), Polydor 2371 684
- Alles tanzt auf mein Kommando (1976), Polydor 2371 692
- Tanz mit mir – Folge 3 (1976), Polydor 2371 694
- Die Tanzplatte des Jahres ’77 (1976), Polydor 2371 720
- Die Tanzplatte des Jahres ’78 (1977), Polydor 2371 820
- Die Tanzplatte des Jahres ’79 (1978), Polydor 2371 921
- White Christmas (1979), Polydor Spectrum 551 299-2
- Tanz ist Trumpf – Die aktuelle Tanzparty des Jahres (1980), Polydor 2372 040
- Klassisches Tanzvergnügen (1984), Polydor 817 857-2
- Max Greger und sein Enzian-Sextett (1984), Polydor 821 650-2
- Supertanzmusik (1984), Polydor 823 687-2
- Traumzeit – Max Greger senior und junior und 100 verzauberte Geigen (1986), Polydor 831 476-2
- Oscar-Melodien zum Tanzen (1987), Polydor 833 009-2
- Lovebird – The Saxy Feeling-Sound (1988), Polydor 833 921-2
- Evergreens im Glenn Miller Sound (1988), Polydor 835 916-2
- Tanzen ’89 – Today & Traditional (1988), Polydor 837 316-2
- Mambo-Jambo – Tanzen im Latin-Sound, 1989, Polydor 837 929-2
- Tanzen ’90 – Today & Traditional, 1989, Polydor 841 166-2
- Tanzen ’91 (1990), Polydor 843 932-2
- Zauber der Berge – Max Greger und sein Golden Bavaria Orchester (1990), Polydor 843 933-2
- Laßt uns tanzen – Die klassische Tanzplatte (1991), Polydor 849 021-2
- Tanzen ’92 (1991), Polydor 511 071-2
- Sax in Love (1992), Polydor 513 040-2
- Tanzen ’93 (1992), Polydor 513 992-2
- Eine Reise ins Glück – im Billy Vaughn Sound (1993), Polydor 519 911-2
- Tanzen ’94 (1993), Polydor 519 912-2
- together – Greger und Greger (1995), Polydor 529 156-2
- world wide hits – Greger und Greger (1996), Polydor 533 508-2
- swingtime – Max Greger und die RIAS Big Band (1998), Polydor 559 855-2
- Night Train – Swing & Jazz Forever (1999), Polydor 543 393-2
- Happy Birthday! Max Greger 80 Jahre – 40 Hits, 2-CD-Recopilación con 11 nuevos títulos (2006), Koch Universal 06024 9876941
- Hallo, kleines Fräulein, Recopilación de grabaciones de 1958 a 1965, „Jazzclub“-Reihe (2007), Universal 06024 9845696
- Greger’s Groove Party, Recopilación de grabaciones de 1965 a 1973, „Jazzclub“-Reihe (2008), Universal 06007 5307296

## Filmografía (selección)
- 1951 : Fanfaren der Liebe
- 1952 : Hinter Klostermauern
- 1956 : Das alte Försterhaus
- 1957 : Weißer Holunder
- 1959 : Mein Schatz, komm mit ans blaue Meer
- 1960 : Schlagerparade 1960
- 1960 : Schlagerraketen – Festival der Herzen
- 1961 : Schön ist die Liebe am Königssee
- 1961 : Die alte Welle (telefilm)
- 1961 : Isola Bella
- 1962 : Mit Eva fing die Sünde an
- 1962 : Der verkaufte Großvater
- 1964 : Die große Kür
- 1971 : Olympia – Olympia (telefilm)

## Premios
- 1987 : Cruz de primera clase de la Orden del Mérito de la República Federal de Alemania
- 2006 : Nominado al Premio Austriaco de Música Amadeus
- 2012 : Orden del Mérito de Baviera